# Surfer, Dude
Pour plus de détails, voir Fiche technique et Distribution.
Surfer, Dude est un film américain, sorti en 2008.

## Fiche technique
- Titre : Surfer, Dude
- Réalisation : S.R. Bindler
- Scénario : S.R. Bindler, Mark Gustawes, George R. Mays et Cory Van Dyke
- Photographie : Elliot Davis
- Montage : Nancy Richardson
- Pays d'origine : États-Unis
- Date de sortie : 2008

## Distribution
- Matthew McConaughey : Steve Addington
- Alexie Gilmore : Danni Martin
- Jeffrey Nordling : Eddie Zarno
- Woody Harrelson : Jack Mayweather
- Zachary Knighton : Brillo Murphy
- Todd Stashwick : Vic Hayes
- Nathan Phillips : Baker Smith
- Ramón Rodríguez : Lupe La Rosa
- Scott Glenn : Alister Greenbough
- John Terry : Mercer Martin
- Sarah Wright : Stacy
- K. D. Aubert : April-May
- Willie Nelson : Farmer Bob
- Nancy Fish : Margaret
- Nolan North : Mr Simons
- Travis Fimmel : Johnny Doran